# Tadeusz Sikora (działacz sportowy)
Tadeusz Sikora (ur. 19 września 1935 w Białymstoku) – polski działacz sportowy i społeczny, 
koszykarz, instruktor koszykówki, wieloletni kierownik drużyny stargardzkiej, były prezes i wiceprezes klubu sportowego Spójnia Stargard.

## Życiorys
Urodził się w Białymstoku, gdzie był uczniem Szkoły Podstawowej nr 3 (1947–1949), następnie w Liceum Ogólnokształcącym (1949–1953). W Białymstoku po raz pierwszy zetknął się z koszykówką w 1950 reprezentując zespół „Budowlanych”, był w kadrze okręgu juniorów woj. białostockiego. W 1953 rozpoczął studia w Szkole Inżynierskiej w Szczecinie i jednocześnie bronił barw miejscowego „AZS” Szczecin. Studia ukończył w 1958 z tytułem inżyniera, podjął pracę w Szczecinie. Z wykształcenia projektant w branży architektonicznej oraz instruktor koszykówki, kierownik drużyny męskiej i żeńskiej. 
W 1960 wyjechał do Stargardu Szczecińskiego, gdzie rozpoczął pracę w Miejskim Przedsiębiorstwie Rejonowo-Budowlanym jako kierownik budowy. W tym samym roku rozpoczął społeczną działalność sportową w klubie Spójnia Stargard, gdzie aktywnie uczestniczył będąc członkiem Sądu Koleżeńskiego i doradcą zarządu w sprawach szkoleniowych. Był grającym instruktorem koszykówki w stargardzkim zespole męskim, uczestniczył w rozgrywkach województwa szczecińskiego B i A klasy. Od 1960 do 1963 członek zarządu oraz instruktor w zespołach żeńskim i męskim. Od 1963 do 1970 miał przerwę w działalności sportowej. W latach 1970–1990 kierownik I zespołu Spójni Stargard. Od 1971 do 1973 prezes zarządu klubu. W 1980 jako kierownik pierwszej drużyny przyczynił się do zdobycia mistrzostwa III ligi (międzywojewódzka). W latach 80. zaangażowany w budowę hali sportowej. W 1996 został wiceprezesem ZOZKosz w Szczecinie, którym był do 2002. W latach 1974 do 2000 sprawował funkcję wiceprezesa stargardzkiego klubu. 20 września 2000 w Zamku Książąt Pomorskich w Szczecinie podczas jubileuszowego spotkania z okazji 60-lecia koszykówki zachodniopomorskiej został wyróżniony medalem. W 2000 zakończył sportową działalność społeczną w klubie Spójnia Stargard. 

## Przebieg kariery

### Osiągnięcia
W swojej pracy jako zawodnik, instruktor oraz kierownik drużyny zanotował wiele sukcesów, w tym:
- 1950-1953: „Budowlani” Białystok, był w kadrze okręgu juniorów woj. białostockiego;
- 1953-1954: podczas studiów bronił barw miejscowego „AZS” Szczecin;
- 1960-1961: Spójnia Stargard – B i A klasa, zawodnik, instruktor (zespół męski);
- 1961-1963: Spójnia Stargard – A klasa, liga okręgowa, instruktor (zespół żeński);
- 1970-1990: Spójnia Stargard – liga okręgowa, III liga, II liga, kierownik drużyny (zespół męski);
- 1971-1973: Spójnia Stargard – prezes klubu;
- 1974: Spójnia Stargard – jako kierownik drużyny przyczynił się do awansu juniorów do turnieju półfinałowego[d];
- 1974-2000: Spójnia Stargard – wiceprezes klubu;
- 1980: Spójnia Stargard – jako kierownik drużyny przyczynił się do awansu do II ligi;
- 1986: Spójnia Stargard – jako kierownik drużyny przyczynił się do zdobycia V miejsca w mistrzostwach Polski przez juniorów Spójni;
- 1994: Spójnia Stargard – jako działacz przyczynił się do awansu do I ligi;
- 1997: Spójnia Stargard – był działaczem, który przyczynił się do zdobycia wicemistrzostwa Polski w koszykówce;
- 1999/2000: Spójnia Stargard – był działaczem, który przyczynił się do zdobycia I miejsca w VI, VII i VIII Ogólnopolskim Turnieju Koszykówki o Puchar Prezydenta RP.

### Odznaczenia
- Srebrna Odznaka Zasłużony Działacz KF (1970)
- Srebrna Honorowa Odznaka PZKosz (1976)
- Złota Odznaka Zasłużony Działacz KF (1978)
- medal za zasługi dla m. Stargardu (1979)
- Złota Honorowa Odznaka PZKosz (1986)
- „Odznaka Honorowa Gryfa Zachodniopomorskiego” od marszałka województwa (1997)
- Medal 60-lecia koszykówki zachodniopomorskiej (2000)

## Historyczne składy Tadeusza Sikory

### Sezon 1960/1961 (rozgrywki w B i A klasie)
Spójnia w B klasie rozpoczęła rozgrywki w 1958, a następnie po awansie grała w sezonach 1961/1963 w A klasie w składzie:
| Nr | Poz. | Nar.   | Nazwisko i imię      | Data urodzenia | Wzrost | Masa ciała |
| -- | ---- | ------ | -------------------- | -------------- | ------ | ---------- |
|    | S    | Polska | Chmielarz, Jan       | 1940?          | ? cm   |            |
|    | O    | Polska | Lisiak, Stanisław    | 1938           | ? cm   |            |
|    | S    | Polska | Szuber, Jerzy        | 1943           | 184 cm |            |
|    | S/C  | Polska | Bytniewski, Grzegorz | 1945           | 186 cm |            |
|    | S/C  | Polska | Żukowski, Romuald    | 1945           | 188 cm |            |

Trener:  Tadeusz Sikora

### Sezon 1979/1980 (awans do II ligi)
Kierownikiem zespołu Spójni Stargard w sezonie 1979/1980 był Tadeusz Sikora, drużyna rozpoczęła rozgrywki w III lidze, w marcu 1980 awansowała do II ligi i grała w składzie:
| Nr | Poz. | Nar.   | Nazwisko i imię        | Data urodzenia | Wzrost  | Masa ciała |
| -- | ---- | ------ | ---------------------- | -------------- | ------- | ---------- |
| 6  | PG   | Polska | Żyłczyński, Grzegorz   | 1955-02-05     | 190 cm  |            |
| 12 | C    | Polska | Ładniak, Marek         | 1950-06-09     | 202 cm  |            |
| 4  | C    | Polska | Bielawski, Krzysztof   | ?              | 202 cm  |            |
| 5  | G/F  | Polska | Koziorowicz, Krzysztof | 1957-03-24     | 181 cm  |            |
| 13 | C/F  | Polska | Łabędzki, Lech         | 1956           | 195 cm  |            |
| 8  | PG   | Polska | Miłek, Waldemar        | 1965           | 189 cm  |            |
| 7  | G    | Polska | Sićko, Mirosław        | 1957-01-05     | 187? cm |            |
| 9  | PG   | Polska | Plebanek, Jerzy        | 1946-06-25     | 188 cm  |            |
| 8  | G    | Polska | Stępiński, Szczepan    | ?              | 187 cm  |            |
| 3  | PG   | Polska | Gębala, Mieczysław     | 1955           | 192 cm  |            |
| 11 | G    | Polska | Ściężor, Edward        | ?              | 190 cm  |            |
| 2  | PG   | Polska | Nowacki, Piotr         | ?              | 186 cm  |            |
| 10 | G    | Polska | Bartosz, Mariusz       | 1962           | 200 cm  |            |
| 12 | G    | Polska | Wojdyr, Grzegorz       | ?              | 200 cm  |            |

Trener:  Ryszard Janik (trener)
 Asystenci: Zbigniew Hering, Kierownik:Tadeusz Sikora, Masażysta:-

## Życie prywatne
W Białymstoku spędził dzieciństwo. Wychowanek szkoły podstawowej i średniej w latach 1943-1953. W 1953 rozpoczął studia w Szkole Inżynierskiej w Szczecinie, którą, z nazwą już jako Politechnika Szczecińska. Studiując, jednocześnie bronił barw miejscowego „AZS” Szczecin. W Stargardzie zamieszkał w 1960. W zawodzie projektanta w branży architektonicznej rozpoczął pracę w stargardzkim Miejskim Przedsiębiorstwie Rejonowo Budowlanym jako kierownik budowy. Od 1971 w Państwowym Ośrodku Maszynowym w Warnicach, gdzie pracował do 1986. W 1960 wziął ślub z Kazimierą, z zawodu inżynier budownictwa. Mają syna Krzysztofa. Wnuki Małgorzata, Maciej i Michał. W 2010 obchodził 50-lecie pożycia małżeńskiego. Zamiłowania: koszykówka, budownictwo, projekty architektoniczne, turystyka, kino, teatr.